# Paragalepsus gestri vrydaghi
Paragalepsus gestri vrydaghi es una subespecie de mantis de la familia Tarachodidae.

## Distribución geográfica
Se encuentra en el Congo.